# Dennis Martínez
José Dennis Martínez Ortiz (ur. 14 maja 1955) – nikaraguański baseballista, który występował w Major League Baseball. Był pierwszym zawodnikiem z tego kraju, który zagrał w zawodowej lidze MLB. W ciągu swej kariery był znany pod przydomkiem El Presidente.